# 卡爾·阿佩爾坎普·真大
真大·卡尔·阿佩尔坎普（英語：Shinta Karl Appelkamp；2000年11月1日—），日文寫法為阿佩爾坎普·真大（日语：アペルカンプ真大），日本足球運動員，現效力德乙球會杜塞爾多夫，司職中場。

## 俱樂部生涯
真大是日德混血球员，他生于东京，少年时代在日本本土的三菱旗下的青训系统接受足球训练。2015年7月，还不满15岁的真大来到了杜塞尔多夫梯队。其后的数年时间里，他在球队的U17、U19和二队都有过效力。
在U19梯队期间，他保持着三场比赛制造一球的水准。而在上赛季代表球队二队踢地区联赛（第四级别）时，真大在19次登场中有着8球1助攻的表现。
二队的出色发挥让他在2020年夏天升入了一队。2020年9月26日，在第二轮击败维尔茨堡踢球者的比赛中，真大替补登场26分钟完成了一队首秀。
第三轮，球队1比2不敌荷尔斯泰因基尔，真大完成了首次首发并打满了全场。在杜塞尔多夫阵中，除了锋线主力奇南·卡拉曼和鲁文·亨宁斯（Rouwen Hennings）外，球队的边路人员其实有多种选择，这就给了真大很多机会，他逐渐成了球队主力和半场替补之间的角色。
联赛第12轮，球队3比0击败奥斯纳布吕克的比赛中，真大在11分钟接到队友助攻后右脚得分，打进了自己在联赛首球。22轮球队3比2险胜汉诺威96，在76分钟右脚得分打进本队第三球。

## 外部連結
- Shinta Appelkamp/アペルカンプ真大的X（前Twitter）
- Shinta Appelkamp的Instagram帳戶
- Soccerway資料庫：卡爾·阿佩爾坎普·真大
- Transfermarkt （页面存档备份，存于）